# Jacob Hübner
Jacob Hübner, född den 20 juni 1761 i Augsburg, död den 13 september 1826, var en tysk entomolog. 
Hübner var författare till Sammlung Europäischer Schmetterlinge (1796–1805), ett verk med grundläggande betydelse inom lepidopterologin.
Auktorsnamnet Hübner kan användas för Jacob Hübner i samband med ett vetenskapligt namn inom zoologin; se Wikipedia-artiklar som länkar till auktorsnamnet.